# Prosopis farcta
Prosopis farcta là một loài thực vật có hoa trong họ Đậu. Loài này được (Banks & Sol.) J.F.Macbr. miêu tả khoa học đầu tiên.

## Hình ảnh

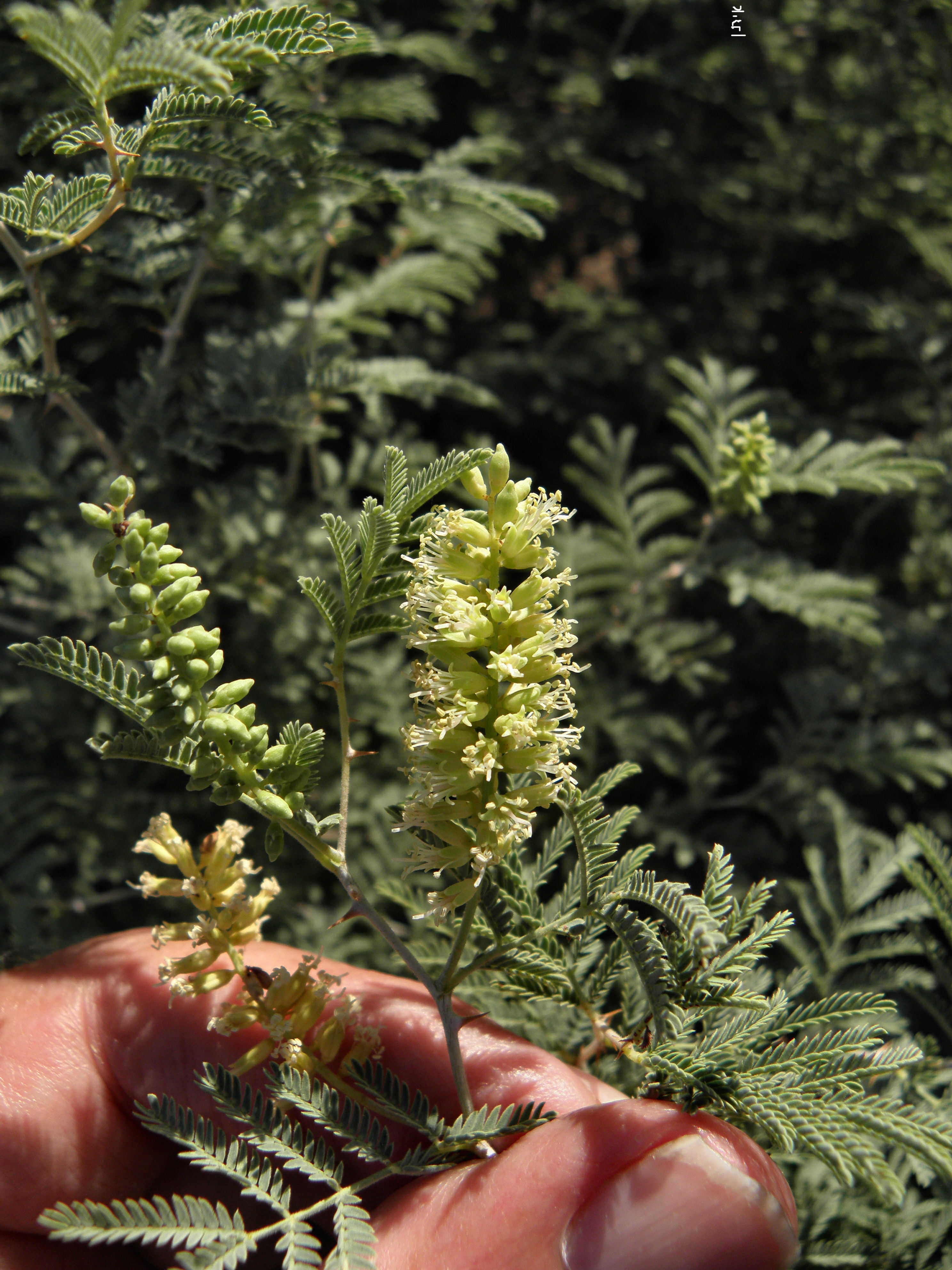
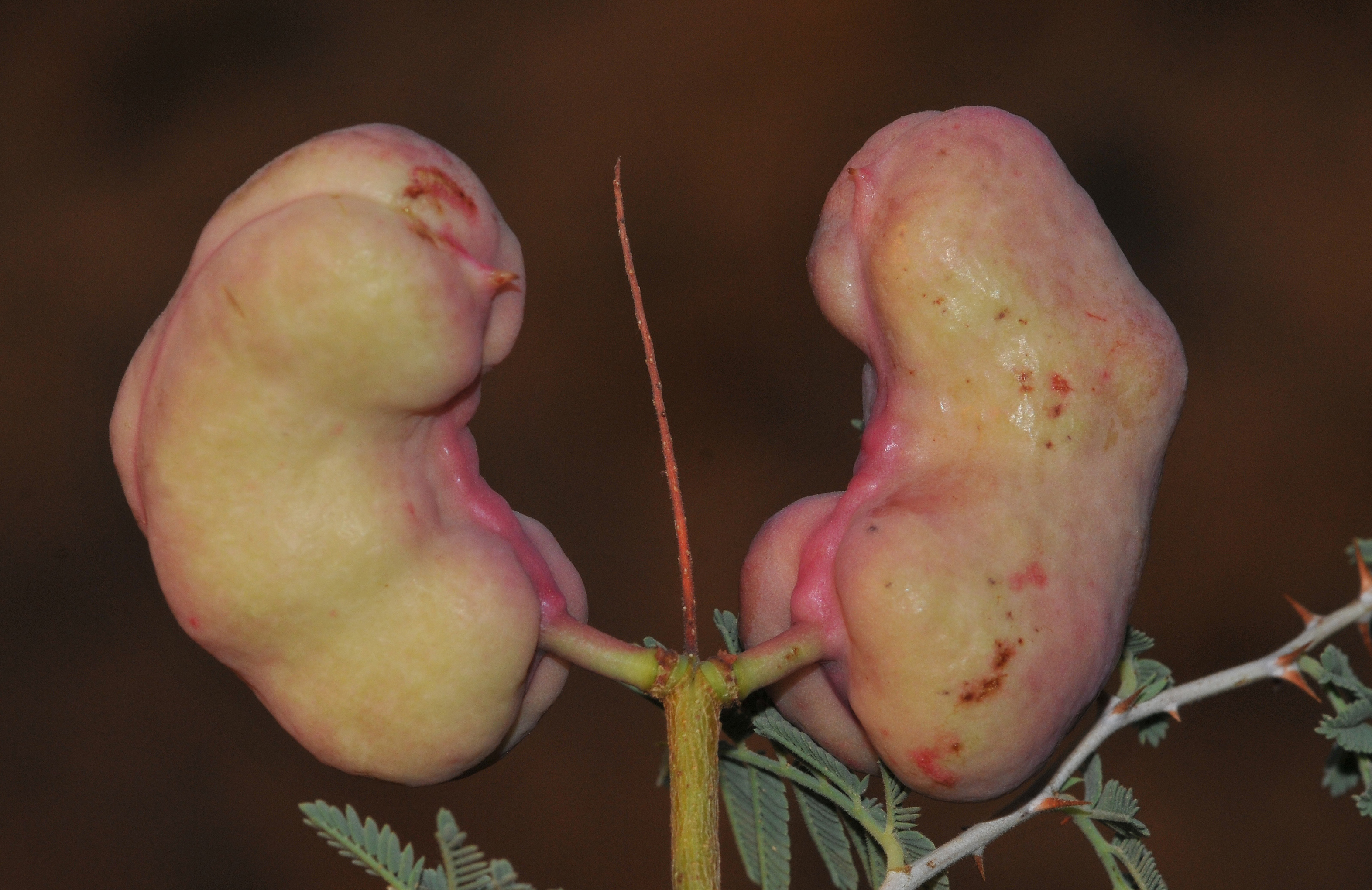